# Lil Skies
 (mars 2018).
Lil Skies, de son vrai nom Kimetrius Foose, est un rappeur américain né le 4 août 1998 à Chambersburg, en Pennsylvanie.
Six de ses morceaux se sont déjà classés dans le tableau Billboard Hot 100 : Red Roses, Lust, Nowadays, Creeping, I Know You et I. Sa première mixtape à succès, Life of a Dark Rose, publiée en janvier 2018, a atteint la 10e place du classement Billboard 200 et s'est vue certifiée disque de platine par la Recording Industry Association of America en 2020. Lil Skies a ensuite fait paraître deux albums studio, Shelby, en 2019, et Unbothered, en 2021.

## Biographie
Kimetrius Christopher Foose naît le 4 août 1998 à Chambersburg, en Pennsylvanie, d'un père noir, Michael Burton, Jr., et d'une mère latino-américaine, Shelby Foose. Initié à la musique par ses parents, il commence le freestyle à l'âge de trois ans. Son nom de scène, Lil Skies, s'inspire de celui de son père, lui aussi hip-hoppeur, alors connu sous le pseudonyme Dark Skies.
Foose et sa famille déménagent à Waynesboro, en Pennsylvanie, alors qu'il est en CE2. Lorsqu'il a onze ans, son père est blessé dans une explosion sur son lieu de travail. L'année suivante, ils composent ensemble un album, Father-Son Talk, qui traite du processus de guérison.
Foose sort diplômé du lycée de Waynesboro en 2016. Il étudie brièvement à l'Université de Shippensburg, avant d'abandonner son cursus pour se consacrer au rap.

### Carrière
En janvier 2017, Foose autopublie une mixtape intitulée Alone. En juillet, deux nouvelles chansons paraissent, Red Roses et Off the Goop, la première mettant en vedette Landon Cube et la seconde Sprite Lee. La même année, Foose publie d'autres chansons, telles que Rude et Signs of Jealousy. Ses singles attirent finalement l'attention de la maison de disques Atlantic Records, qui collabore ensuite avec le label de Lil Skies, All We Got.
En décembre 2017, le rappeur participe en tant qu'artiste vedette à la tournée de Lil Uzi Vert, A Very Uzi Christmas.
En janvier 2018, Lil Skies publie sa première mixtape majeure, Life of a Dark Rose. L'album fait ses débuts à la 23e place du classement Billboard 200, avant de se hisser à la 10e place. Les chansons Nowadays et Red Roses, toutes deux en featuring avec Landon Cube, débutent respectivement aux 85e et 98e places du Billboard Hot 100, culminant par la suite aux 55e et 69e places. Plus tard, le rappeur sera toutefois contraint d'abréger la tournée de l'album en raison d'une pneumonie.
Le 4 mai 2018 paraît le clip de Lust, qui atteint la 87e place du Billboard Hot 100 et se voit certifié disque de platine par la RIAA. Le 31 mai, Lil Skies publie le titre I Know You, en collaboration avec Yung Pinch, qui se hisse à la 79e place du Billboard Hot 100 avant de recevoir une certification or de la RIAA.
En mars 2019, le rappeur publie son premier album studio, Shelby, dont le nom fait référence à sa mère, Shelby Foose. Sur sa chaîne YouTube, il présente un court documentaire au sujet de l'album, dans lequel il interviewe sa mère avant de la surprendre en lui annonçant que celui-ci portera son nom. Au cours du même mois, il tourne le clip du single I ; celui de Breathe, autre titre présent sur l'album, paraît en mai. Lil Skies collabore aussi avec Machine Gun Kelly pour la chanson Burning Memories, qui sort en juillet.
En mars 2020, Lil Skies publie le morceau Havin' My Way, en collaboration avec son ami Lil Durk. Le titre est suivi de Riot, en mai, et d'On Sight, en novembre. En décembre, le rappeur annonce un deuxième album, Unbothered, sur lequel figureront les trois singles ainsi que le titre OK. L'album paraît en janvier 2021.

### Vie privée
Kimetrius Foose vit à Waynesboro, en Pennsylvanie.
En juillet 2019, il devient père d'un fils avec sa petite amie de longue date, Jacey Fugate.
Il considère Lil Wayne comme sa plus grande inspiration musicale. Parmi les artistes l'ayant influencé, il cite également Eminem, Wiz Khalifa, The Offspring, Punchline, MxPx, Audiovent et 50 Cent.

## Discographie

### Albums
- 2017 : Life of a Dark Rose
- 2019 : Shelby
- 2021 : Unbothered
- 2024 : Out ur Body Music
- 2025: The evolution of the Rose

### Mixtapes
- 2015 : Good Grades Bad Habits
- 2016 : Good Grades Bad Habits 2
- 2017 : Alone
- 2018 : Life of a Dark Rose
- 2022: Life of a Dark Rose 2

### Singles
- 2017 : Red Roses (feat. Landon Cube)
- 2017 : Signs of Jealousy
- 2017 : Lust
- 2017 : Nowadays (feat. Landon Cube)
- 2018 : Welcome to the Rodeo
- 2018 : Creeping (feat. Rich The Kid)
- 2018 : I Know You (feat. Yung Pinch)
- 2018 : Pop Star
- 2018 : World Rage
- 2018 : No Rest
- 2018 : Opps Want Me Dead
- 2018 : Name in the Sand
- 2019 : Real Ties
- 2019 : I
- 2019 : Going Off
- 2019 : Magic
- 2019 : More Money More Ice
- 2020 : Havin' My Way (feat. Lil Durk)
- 2020 : Fidget
- 2020 : Riot
- 2020 : Red & Yellow
- 2020 : Lightbeam (feat. NoCap)
- 2020 : On Sight
- 2020 : OK
- 2021 : My Baby (feat. Zhavia Ward)
- 2022 : Play This At My Funeral (feat. Landon Cube)
- 2022 : Rage
- 2023 : Make a Toast
- 2023 : Base
- 2023 : How things go
- 2023 : Wake up
- 2023 : M.O.M!
- 2023 : Out My Way!
- 2024 : Thousands
- 2024 : DEATH
- 2024 : RUNNIN THROUGH THE FIRE
- 2024 : PAIN
- 2025 : High Maintenance
- 2025 : 2Much 2Fast (feat. Landon Cube)
- 2025 : Falling backwards